# Église Saint-André de Vierville-sur-Mer
Pour les articles homonymes, voir Église Saint-André.
L'église Saint-André est une église catholique située à Vierville-sur-Mer, en France.

## Localisation
L'église est située dans le département français du Calvados, dans le bourg de Vierville-sur-Mer.

## Historique
Le clocher est classé au titre des monuments historiques depuis le 1er octobre 1913.

## Architecture
- Éléments du XIIe siècle, nef et tour du XIVe siècle. Très endommagée lors du débarquement en Normandie les 6 et 7 juin 1944, l'église a été soigneusement reconstruite à l'identique.
- Seul le clocher est classé au titre de monument historique depuis 1913.
- Plusieurs éléments sont classés au titre d'objet dont le bas-relief représentant le martyre de Saint-André.

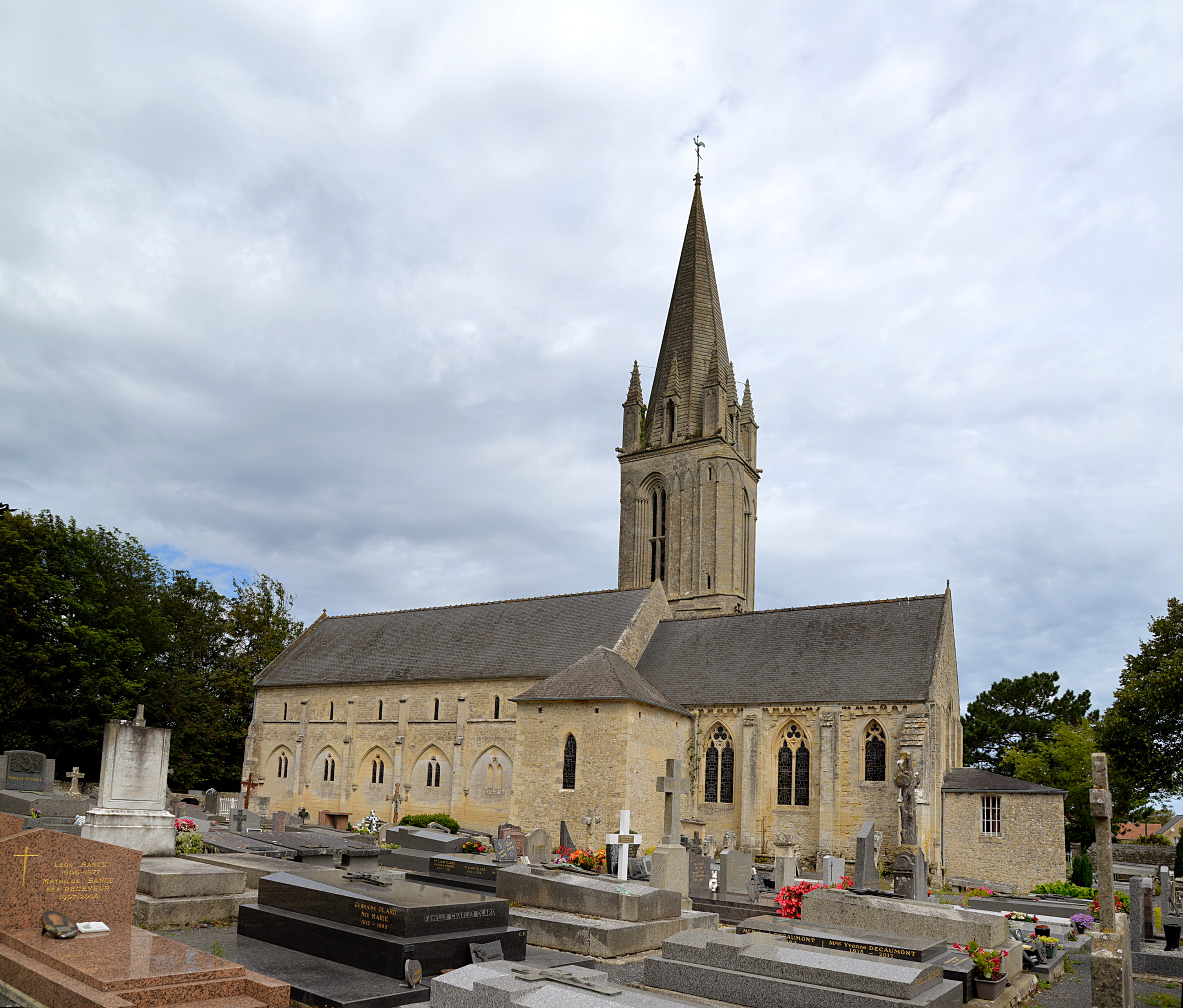
L'église Saint-André.
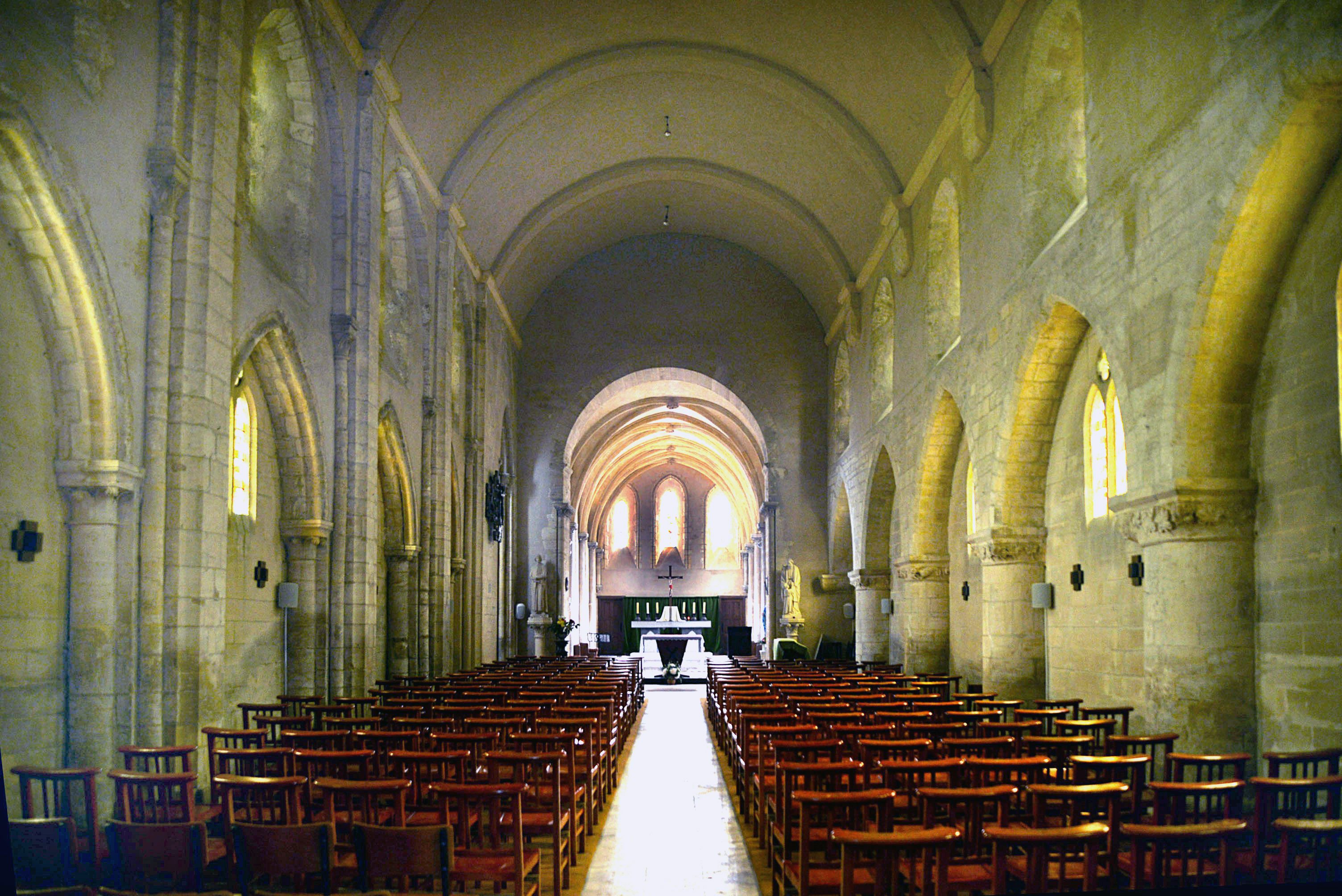
La nef de l'église Saint-André.
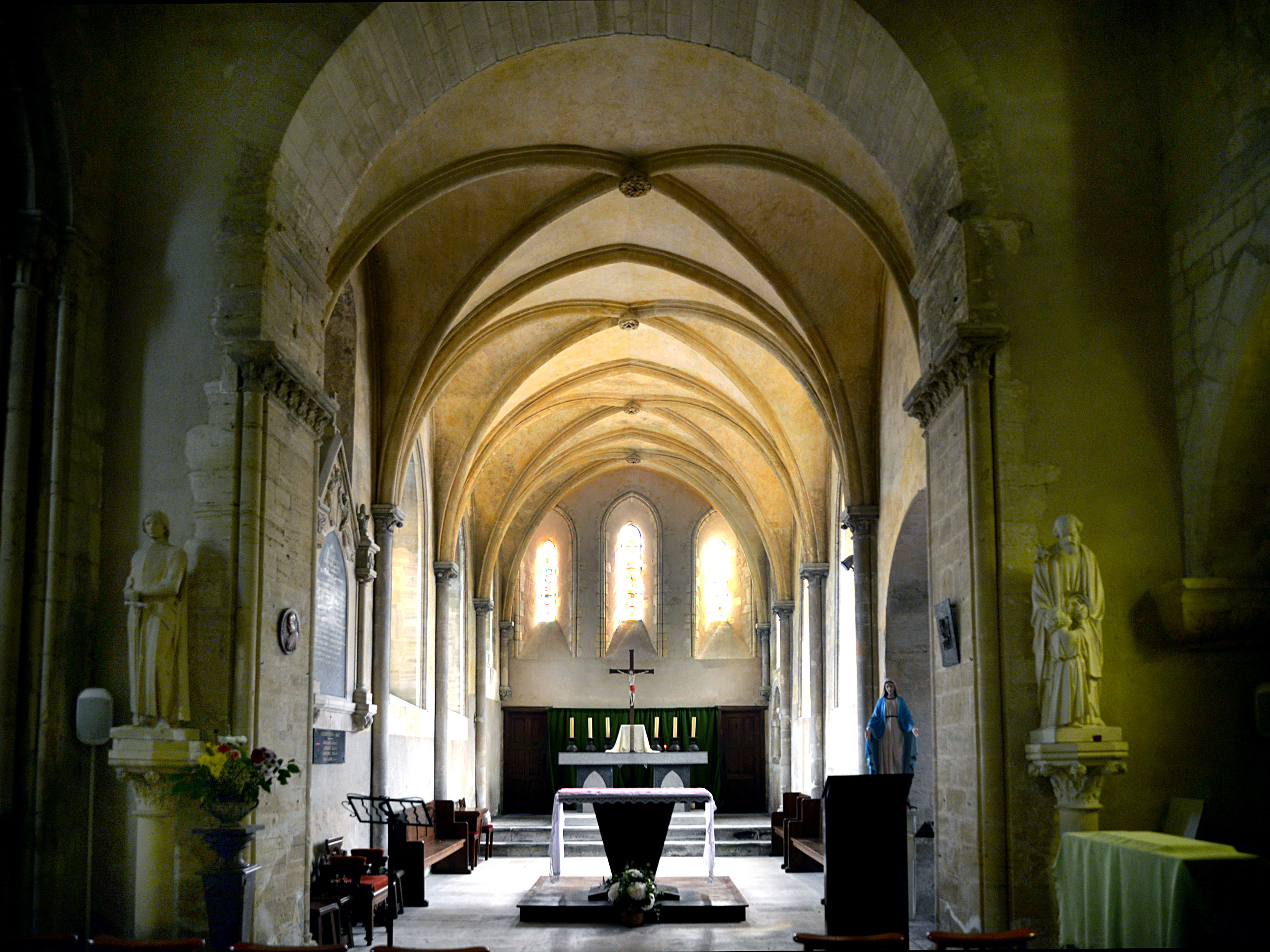
Le chœur de l'église Saint-André.
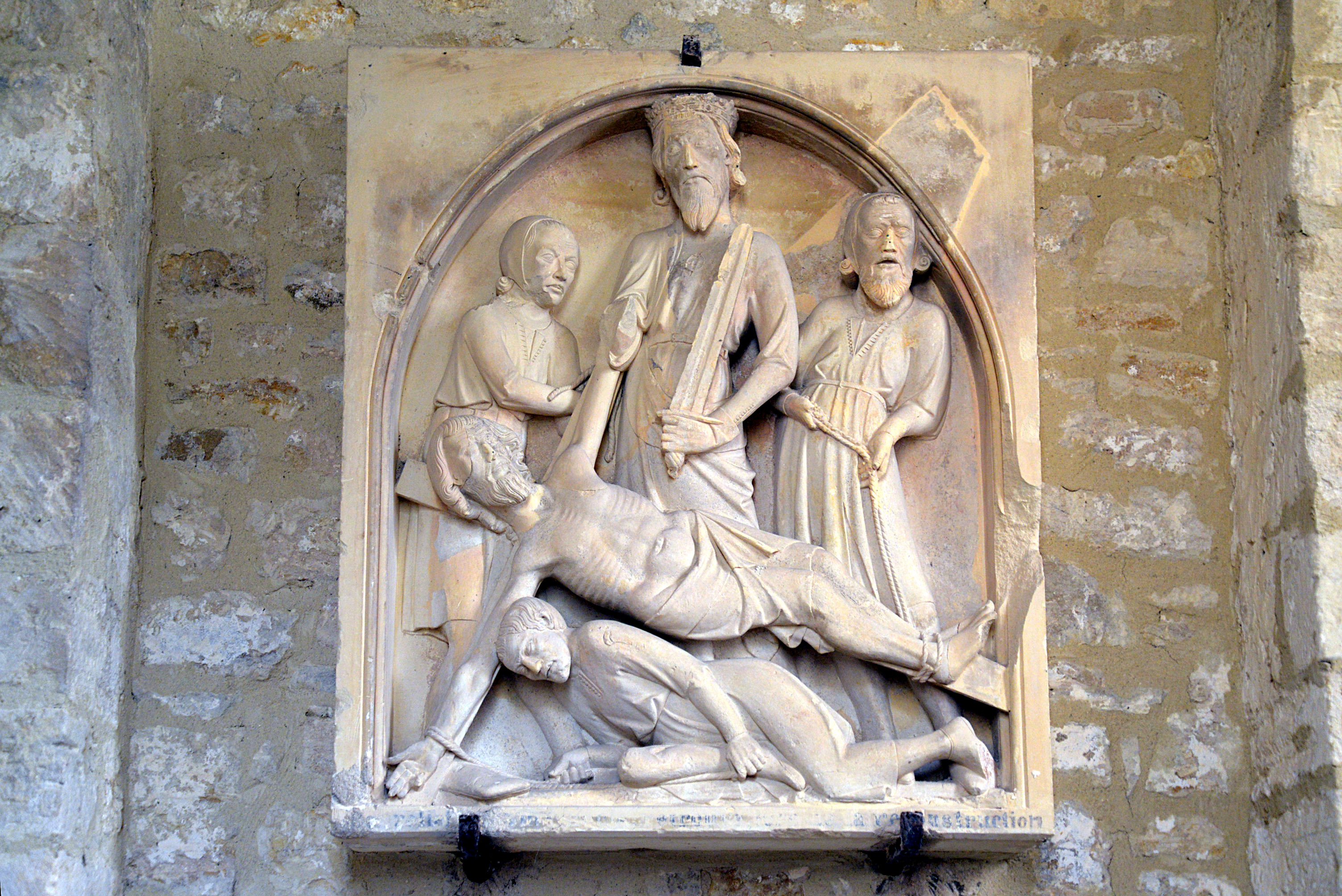
Bas-relief représentant le martyre de Saint-André.
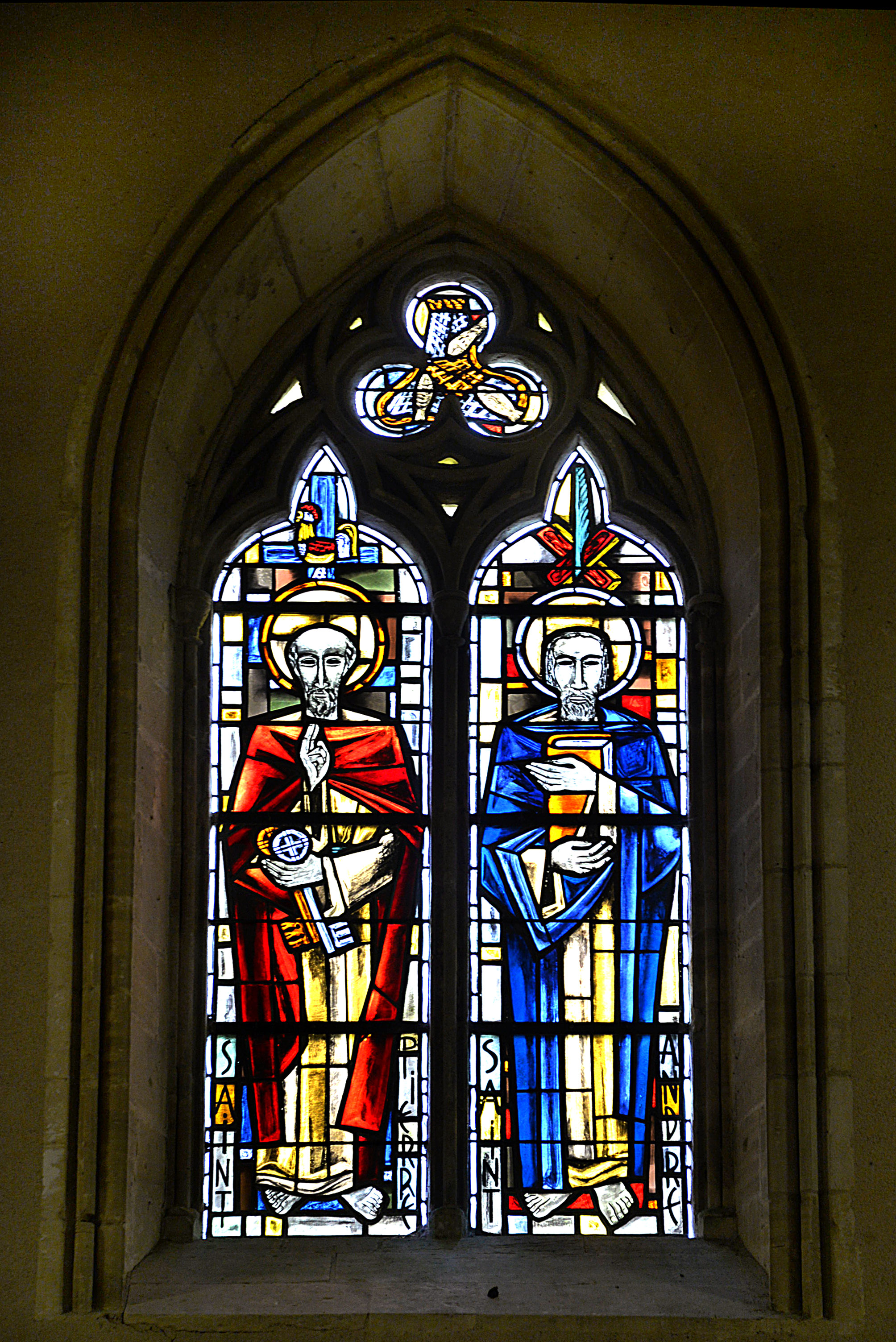
Vitraux représentant les apôtres Saint-Pierre et Saint-André.